# بنبان
بنبان، هي مركز من فئة (ب) وتقع في إمارة مدينة الرياض، والتابعة لمنطقة الرياض في السعودية. وتبعد بنبان عن إمارة الرياض بمسافة تقارب () كم.